# Хусанов, Зиямат Усманович
Зиямат Усманович Хусанов (1921—1986) — советский военнослужащий, участник Великой Отечественной войны и партизан Югославии, Герой Советского Союза.

## Биография
Родился 9 мая 1921 года в кишлаке Сайрам Чимкентской области в семье крестьян. Узбек по национальности. Родители — Мухтара и Усман Хусановы.
Вырос в Ташкенте, после окончания 7-летней школы окончил два курса Ташкентского педагогического техникума.
В октябре 1940 года был призван в Красную Армию, в начале Великой Отечественной войны направлен в авиашколу, начал обучение на штурмана.
На фронте с мая 1942 года, воевал в стрелковом полку.
Был ранен в боях под Сталинградом.
После лечения в госпитале, вместе с другими выздоровевшими военнослужащими был направлен в действующую армию в составе маршевой роты.
В начале июля 1943 года вступил в ВКП(б).
5 июля 1943 года, в первый день Курской битвы, 228-й гвардейский стрелковый полк оказался в полосе наступления немецких войск под Белгородом. После артиллерийской подготовки и авиаудара позиции находившихся в первой линии обороны стрелковых батальонов под командованием капитанов В. Т. Осиса и П. Г. Ястребова атаковали превосходящие силы немецкой пехоты при поддержке 20 танков и восьми САУ.
Стрелковый батальон капитана П. Г. Ястребова, в 3-й роте которого служил З. У. Хусанов, вёл бой возле деревни Дальние Пески.
Вместе с двумя другими военнослужащими он занял позицию на высоте и огнём станкового пулемёта прикрывал отход своей роты на запасные позиции, сдерживая наступление немецкой пехоты. В результате, до двух взводов немецких пехотинцев с трёх сторон взяли высоту в полуокружение. После гибели двух остававшихся вместе с ним солдат гвардии сержант З. У. Хусанов продолжал вести бой в одиночку. Расстреляв все патроны, забросал приблизившихся немецких солдат гранатами, переждал миномётный обстрел и вновь поднялся из окопа с гранатой в руках. Вслед за этим на его позиции раздался взрыв.
На следующий день высота была отбита, и хотя тело Хусанова обнаружить не удалось, имелись свидетельства очевидцев о обстоятельствах его гибели, на основе которых было составлено и направлено командованию представление о награждении пулемётчика Золотой Звездой Героя. Указом Президиума Верховного Совета СССР от 22 февраля 1944 года за проявленные мужество и стойкость в бою командиру пулемётного расчёта 228-го гвардейского стрелкового полка 78-й гвардейской стрелковой дивизии 25-го стрелкового корпуса 57-й армии Юго-Западного фронта, гвардии сержанту З. У. Хусанову было присвоено звание Героя Советского Союза посмертно.
Однако Хусанов остался в живых и тяжелораненым попал в плен, был направлен в концентрационный лагерь для военнопленных под Харьковом. В лагере для военнопленных он принял решение вступить в созданный немцами «Туркестанский легион» с целью совершить побег.
В январе 1944 года он был зачислен в подразделение «Туркестанского легиона», но это подразделение было направлено не на Восточный фронт, а в Югославию. Во время службы, убеждал других легионеров в необходимости перехода к партизанам.
15 мая 1944 года вместе с 27 другими легионерами с боем покинул казармы и с оружием ушёл к партизанам.
Воевал в составе Интернационального партизанского батальона НОАЮ (сформированного в основном из болгарских солдат, перешедших на сторону югославских партизан).
Участвовал в партизанском движении в Югославии (отличился в боях в Черногории) и Болгарии. В одном из боёв обошёл позиции противника с фланга, уничтожил пулемётчика и из захваченного пулемёта открыл огонь по противнику, но был ранен ещё раз осколками разорвавшейся рядом миномётной мины. Партизана отряда решили, что он погиб (после войны командир отряда Б. Михнев и комиссар Стойчев написали письмо в СССР с рассказом о героической гибели русского партизана "Зыамата Хусанова" и сообщили, что портрет погибшего в траурной рамке установлен в экспозиции государственного музея в Софии).
Но З. Хусанов выжил. После окончания боя был найден местной жительницей-черногоркой, позднее был переправлен на лодке в партизанский госпиталь в Турине (в северной Италии). Выздоровление заняло около года, потребовались четыре хирургические операции.
В СССР вернулся после 9 мая 1945 года, прибыл в Одесский морской порт, но на основании доноса одного из ранее служивших немцам предателя был арестован. Проходил проверки, поскольку подозревался в измене Родине и поступлении добровольцем на немецкую военную службу в Туркестанский легион.
В 1948 году З. У. Хусанов был освобождён, но Указом Президиума Верховного Совета СССР от 28 июня 1952 года он был лишён звания Героя Советского Союза.
Работал учителем математики в средней школе им. М. И. Калинина в родном селе Сайрам.
В конце 1960-х годов бывший командир 25-го стрелкового корпуса Герой Советского Союза генерал-лейтенант Г. Б. Сафиулин приехал в Шахрисабз на открытие памятника Герою Советского Союза Н. Н. Нугаеву. После рассказа о подвиге З. Хусанова, которого генерал считал погибшим, один из местных жителей, ветеран войны рассказал генералу, что Хусанов жив и проживает в кишлаке Сайрам. После встречи с З. Хусановым генерал Г. Б. Сафиулин стал добиваться восстановления справедливости.
В поисках информации участвовали несколько сотен человек: сотрудники Комитета государственной безопасности СССР капитан Н. М. Чибисов и лейтенант А. В. Беляков, бывшие сослуживцы-фронтовики, работники Министерства обороны СССР и Верховного Совета СССР, Комитет советских ветеранов войны и даже музеи и архивы Народной Республики Болгарии.
Правда восторжествовала. Указом Президиума Верховного Совета СССР от 13 февраля 1968 года З. У. Хусанов был восстановлен в звании Героя. Ему были торжественно вручены орден Ленина и медаль «Золотая Звезда».
Умер 18 января 1986 года, похоронен в родном селе.

## Награды и звания
- Герой Советского Союза[1];
- Орден Ленина[1] (22 февраля 1944);
- Орден Отечественной войны 1-й степени[1] (11 марта 1985);
- Орден Красной Звезды;
- Юбилейные медали СССР[1];
- орден «За народную свободу» (посмертно)[3] и Почётная грамота правительства Народной Республики Болгария — как участник болгарского партизанского движения[2];
- Почётный гражданин города Белгорода (с 27 ноября 1981)[9].

## Память
- «Легенда о бессмертии» (СССР — Болгария, 1975) — документальный фильм совместного производства советской киностудии «Казахфильм» и кинематографии Болгарской Народной Армии[10].
- Именем Героя названы:

- средняя школа № 19 имени З. Хусанова в селе Сайрам;
- улица в селе Сайрам;
- улица Зиямата Хусанова в Восточном микрорайоне Белгорода.